# 슬레지해머 작전
슬레지해머 작전은 제2차 세계 대전 중 영국 해협을 건너 유럽을 침공하려는 연합군의 계획으로, 서부 전선을 구축하여 소련 붉은 군대의 압박을 줄이는 첫 단계였다. 이 작전은 1942년에 실행될 예정이었으며, 1943년 유럽 침공을 위한 원래 연합군 계획이었던 라운드업 작전의 비상 대안 역할을 했다. 연합군은 1942년 초가을에 브레스트나 셰르부르옥트빌과 같은 프랑스 대서양 항구와 코탕탱반도의 일부 지역을 점령하고, 1943년 봄에 돌파 작전을 위해 병력을 집결시킬 예정이었다.
이 작전은 미국과 소련 모두가 열렬히 추진했지만, 프랑스 상륙이 시기상조이며 비현실적이라고 결론 내린 영국이 거부했다. 그 결과, 슬레지해머 작전은 결코 실행되지 않았고, 대신 1942년 11월 프랑스령 북아프리카 침공에 대한 영국의 제안이 횃불 작전이라는 암호명으로 이루어졌다.

## 역사

### 배경
1941년 12월 미국이 제2차 세계 대전에 참전한 후, 미국 미국 합동참모본부는 "가능한 한 빨리" 영국 해협을 통해 유럽 대륙을 침공할 것을 추진했다. 1942년 3월, 윈스턴 처칠 영국 총리에게 보낸 편지에서 프랭클린 루스벨트 미국 대통령은 다음과 같이 썼다.
나는 올여름 유럽 대륙에 새로운 전선을 구축하는 데 점점 더 큰 관심을 갖고 있습니다. 물론 공중전과 공습을 위해서입니다. 선박과 보급품의 관점에서 보면, 최대 약 3천 마일이라는 거리 때문에 우리가 참여하기가 훨씬 쉽습니다. 그리고 손실이 의심할 여지 없이 클지라도, 그러한 손실은 적어도 동등한 독일군의 손실과 독일군이 모든 종류의 대규모 병력을 러시아 전선에서 돌리도록 강요함으로써 보상될 것입니다.— 루스벨트가 처칠에게, 1942년 3월 9일

4월 8일, 조지 마셜 장군과 해리 홉킨스는 점령된 프랑스에 상륙할 수 있는 두 가지 가능한 미국 계획인 라운드업 작전과 슬레지해머 작전을 추진하기 위해 영국에 도착했다.

### 라운드업 작전 계획
라운드업은 대륙 유럽 침공을 위한 원래 연합군 계획이었다. 이 작전은 1943년 4월 이전에 준비되어야 했으며, 18개 영국 사단을 포함하여 48개 사단이 실행할 예정이었다.

### 슬레지해머 작전 계획
슬레지해머 작전은 독일이나 소련이 붕괴 직전에 있을 경우 1942년 초가을에 프랑스의 해항인 브레스트 또는 셰르부르를 점령하기 위한 계획이었다. 슬레지해머 작전은 미국이 제때에 2~3개 훈련된 사단만 공급할 수 있었기 때문에 주로 영국군에 의해 수행될 예정이었다. 처칠은 이에 대해 "라운드업보다 더 어렵고, 덜 매력적이며, 즉각적인 도움이 되거나 궁극적으로 결실을 맺을 가능성이 적다"고 답했다. 셰르부르와 코탕탱반도 지역을 점령한 후, 교두보는 1942년 겨울부터 1943년까지 방어 및 유지될 예정이었고, 1943년 봄에 있을 돌파 작전을 위해 병력이 집결될 예정이었다. 이 계획은 인기를 얻어 슬레지해머라는 암호명을 받았다. 홉킨스는 만약 미국 여론이 영향을 미친다면, 대륙 유럽 침공이 곧 시작되지 않으면 전쟁 노력이 대신 일본으로 향할 것이라고 주장하며 제안된 계획에 추가적인 정치적 무게를 더했다.
그러나 그러한 작전에 필요한 요소들은 부족했다: 제공권, 수륙 양용 전쟁 장비, 충분한 병력 및 적절한 보급. 그럼에도 불구하고 합동참모본부는 슬레지해머를 실행 가능하다고 간주했다.
슬레지해머 작전이 실행되었다면 영국은 최대 6개 사단만을 상륙시킬 수 있었을 것이지만, 독일은 서유럽에 25~30개 사단을 보유하고 있었다. 애초에 코탕탱반도에 교두보가 구축되었다고 가정하더라도, 이 교두보는 육상, 해상, 공중에서 차단되고 공격을 받았을 것이다. 유일하게 적합한 항구인 셰르부르는 의심할 여지 없이 기뢰가 설치되었을 것이고, 독일 기갑 부대가 동원되는 동안 항공기와 포병이 마을을 강력하게 공격할 것으로 예상되었다.
슬레지해머 작전 실행 압력은 소련 외무장관 뱌체슬라프 몰로토프가 2차 전선을 요구하기 위해 영국에 도착하면서 더욱 증가했다. 처칠을 설득하려다 실패한 후, 몰로토프는 워싱턴으로 가서 더 나은 환영을 받고 자신의 요청에 더 많은 지지를 받았다. 그는 그 후 런던으로 돌아와 1942년의 2차 전선이 실제로 영미 정책의 일부라고 확신했다.

### 사건의 경과
영국 관리들은 북아프리카에서의 작전을 추진했는데, 이는 비교적 경험 없는 미군이 덜 위험한 전장에서 경험을 쌓고, 독일과 정면으로 대결하기 전에 압도적인 병력을 점진적으로 증강할 수 있도록 할 것이었다. 1942년 6월 제2차 워싱턴 회담에서 루스벨트 대통령과 처칠 총리는 영국 해협을 건너는 침공을 1943년까지 연기하고, 북아프리카에 2차 전선을 여는 것을 최우선 과제로 삼기로 결정했다. 런던에서 7월 20일부터 26일까지 열린 제2차 클라리지 회담에서 처칠과 루스벨트, 그리고 해리 홉킨스는 서부 사막 전역에 대한 미국의 지원 대신 프랑스령 북아프리카 침공인 횃불 작전으로 대체하기로 합의했다.
미국 고위 사령관들은 상륙에 강력한 반대를 표명했으며, 7월 30일 런던에서 서부 연합군 연합 참모 본부 (CCS)가 회의를 마친 후 마셜 장군과 어니스트 킹 제독은 계획 승인을 거부했다. 마셜과 다른 미군 장군들은 영국이 거부한 슬레지해머 작전을 계속해서 옹호했다. 처칠 총리가 1942년 프랑스령 북아프리카 상륙을 추진한 후, 마셜은 대신 루스벨트 대통령에게 미국이 독일 우선 전략을 포기하고 태평양에서 공세를 취할 것을 제안했다. 루스벨트는 그것이 러시아에 아무런 도움이 되지 않을 것이라고 말했다. 마셜이 영국을 설득하여 마음을 바꾸지 못하자, 루스벨트 대통령은 토치 작전이 다른 작전보다 우선하며 가능한 한 빨리 실행되어야 한다는 직접적인 명령을 내렸는데, 이는 그가 전쟁 중에 군 사령관에게 내린 단 두 가지 직접 명령 중 하나였다. 토치 작전은 북아프리카에서 승리를 확보하려는 영국의 목표와 나치 독일에 대한 제한적인 규모의 전투에 참여하려는 미국의 목표를 충족시켰다.
한편, 소련의 압박을 덜어주기 위해 캐나다군 주도의 프랑스 해안 대규모 기습이 계획되었다.
1942년 11월, 당시 중장이었던 아이젠하워는 처칠에게 1944년 이전에는 대륙에서 대규모 작전을 수행할 수 없다고 말했다.

## 같이 보기
- 제2차 세계 대전의 외교사
- 볼레로 작전

## 내용주
1. ↑  Matloff, Maurice (1990). 〈Introduction: The Basis of Strategy〉. 《Strategic Planning for Coalition Warfare 1943–1944》. Center of Military History United States Army. 2013년 8월 11일에 원본 문서에서 보존된 문서. 2016년 4월 9일에 확인함.
2. ↑  Payne, Robert (2017년 2월 7일). 《The Marshall Story: A Biography of General George C. Marshall》. Pickle Partners Publishing. ISBN 978-1-78720-399-0. Sledgehammer was to be a largely British operation
3. ↑  Carew, Michael G. (2014년 7월 18일). 《The Impact of the First World War on U.S. Policymakers: American Strategic and Foreign Policy Formulation, 1938–1942》. Lexington Books. ISBN 978-0-73919050-0. Sledgehammer, which of necessity would be a largely British operation, given the lack of trained American forces in 1942.
4. 1 2  Zabecki, David T., 편집. (1999). 《World War II in Europe : an encyclopedia》. Assistant editors: Carl O. Schuster, Paul J. Rose, William H. Van Husen. Garland Pub. 1270쪽. ISBN 9780824070298.
5. 1 2  Mackenzie, S.P. (2014). 《The Second World War in Europe: Second Edition》. Routledge. 54–55쪽. ISBN 978-1317864714.
6. 1 2  《Routledge Handbook of US Military and Diplomatic History》. Hoboken: Taylor & Francis. 2013. 135쪽. ISBN 978-1-13507102-8.
7. ↑  Ward, Geoffrey C.; Burns, Ken (2014). 〈The Common Cause: 1939–1944〉. 《The Roosevelts: An Intimate History》. Knopf Doubleday. 402쪽. ISBN 978-0-38535306-9.
8. ↑  Willmott, H.P. (1984). 《June, 1944》. Blandford Press. ISBN 0-7137-1446-8.
9. ↑  “Normandy Landings, Operations Overlord and Neptune”. 《Naval History》. 2020년 11월 27일에 확인함.
10. ↑  새뮤얼 모리슨, The Invasion of France and Germany, ISBN 0-316-58311-1, pp 7–17